# マイ・チャンネル!
『マイ・チャンネル!』は、1967年1月4日から同年4月26日までTBS系列で放送されていた朝日放送製作のバラエティ番組である。正式名称は『サプライズ・ショー マイ・チャンネル!』。全17回。放送時間は毎週水曜 19:30 - 20:00（日本標準時）。
番組はサンスターシオノギ（サンスター歯磨、後のサンスター）の一社提供で放送。タイトルに『サンスターシオノギ劇場』の副題が添えられていたほか、実写のペンギンやサンスターのCMソング『ペンギンさん』（歌：いしだあゆみ）を使ったオープニングキャッチも存在した。

## 概要
同じく朝日放送製作の『てなもんや三度笠』でディレクターを務めていた澤田隆治が、娯楽番組での実績を持つ塚田茂と組んで企画した番組。
視聴者を驚かすことをコンセプトにしており、毎回奇想天外な出し物を見せていた。その出し物は「天使になった園まり」や「九重佑三子のミュージカル」といった変わった物が多く、放送第1回では藤田まことが『てなもんや三度笠』を降板したという設定でシリアス劇に挑戦した。

## サブタイトル
サブタイトルは「…でいこう」で統一されている。
| 回 | 放送日  | サブタイトル             |
| -- | ------- | ------------------------ |
| 1  | 1月4日  | 藤田まことでいこう       |
| 2  | 1月11日 | 園まりでいこう           |
| 3  | 1月18日 | 三田明でいこう           |
| 4  | 1月25日 | 都はるみでいこう         |
| 5  | 2月1日  | 大村崑でいこう           |
| 6  | 2月8日  | 西田佐知子でいこう       |
| 7  | 2月15日 | 牧伸二でいこう           |
| 8  | 2月22日 | ザ・スパイダースでいこう |
| 9  | 3月1日  | ドリフターズでいこう     |
| 10 | 3月8日  | 日野てる子でいこう       |
| 11 | 3月15日 | 山田太郎でいこう         |
| 12 | 3月22日 | ジャニーズでいこう       |
| 13 | 3月29日 | 橋幸夫でいこう           |
| 14 | 4月5日  | 水前寺清子でいこう       |
| 15 | 4月12日 | 布施明でいこう           |
| 16 | 4月19日 | 九重佑三子でいこう       |
| 17 | 4月26日 | 水原弘でいこう           |